# Lothar Schätzl
Lothar Schätzl (* 12. September 1914 in Pfaffenhofen an der Ilm; † 19. September 2006 in Dillingen an der Donau) war ein deutscher Künstler und Kunsterzieher.

## Leben
Lothar Schätzl wurde 1914 in Pfaffenhofen an der Ilm als zweites von drei Kindern geboren. Sein Vater Stephan Schätzl stand dort als Rentamtsassessor in königlich Bayerischen Finanzdiensten. Die Mutter Martha, geb. Greiner, entstammte der in Dillingen ansässigen Familie des Bautechnikers Richard Greiner, der als königlich Bayerischer Amtstechniker beim damaligen Bezirk Dillingen für das kommunale Bauwesen zuständig war. Nachdem der Vater 1920 verstorben war, kehrte die Familie nach Dillingen, der Heimatstadt der Mutter, zurück. Von 1925 bis 1934 besuchte Lothar Schätzl das Humanistische Gymnasium in Dillingen. Bereits als Gymnasiast entdeckte Schätzl seine zeichnerische Begabung.
Nach dem Abitur studierte er an der TH München Kunst und Architektur. Zu seinen Lehrern gehörten Hans Döllgast (Darstellende Geometrie, Architekturzeichnung, Schrift), Luitpold Dussler und Hans Karlinger (Kunstgeschichte) und Friedrich Krauss (Baugeschichte und Bauformenlehre) sowie an der Kunstakademie Josef Bergmann (Malerei), Oskar Graf (Freies Zeichnen und Aquarellieren) und Heinrich Heinlein (Plastisches Gestalten). Der Militärdienst während des Zweiten Weltkriegs verschob Schätzls Anstellung im Gymnasialdienst. Als Kompaniechef einer Artillerieeinheit war er in Polen, Frankreich und Russland eingesetzt. Von 1947 bis 1977 wirkte er als Kunsterzieher am heutigen Johann-Michael-Sailer-Gymnasium in Dillingen.
Während seiner rund 75-jährigen Schaffenszeit entstanden weit über 1000 Porträts; Bildnisse, die Prominente zeigen und die etwa im Nationaltheater München zu sehen sind, ebenso wie Werke, die Bürger aus Bayerisch-Schwaben abbilden. Weiter hielt Schätzl zahlreiche Stadtansichten und Gebäude wie Landschaften in Zeichnungen und Gemälden fest. Mit seinem Werk hat sich Schätzl zur humanistischen Tradition abendländischer Kunst bekannt. In den Jahren nach 1974 entstanden Gemälde, die mit Titeln wie Traum des Herakles, Prometheus und Daphne Mythen der Antike in allegorische Bilder kleiden.
Ab 1942 war Schätzl mit Theresia (1916–2004) verheiratet. Das Paar hatte einen Sohn und eine Tochter. Gegen Ende seines Lebens wirkte er vor allem im Raum Dillingen, wo er 2006 verstarb.